# Словачки језик
Словачки језик (слч. slovenský jazyk или slovenčina) службени је језик Републике Словачке, с пет милиона становника (број Словака у другим државама процењује се на око милион). Такође, спада и у службене језике АП Војводине и неких општина, међу којима и Нови Сад, Стара Пазова, Бачки Петровац, Ковачица и друге. Од 1. маја 2004. год. словачки је и један од језика Европске уније. Словачки језик је познат и као есперанто словенских језика, сматра се за најразумљивији и за кориснике других словенских језика.

## Основна подела дијалеката и наречја словачког језика
- Централно/Средњословачки дијалекти (у јужним областима имају неке заједничке карактеристике са јужнословенским језицима) 
  - Источнословачки дијалекти
    - Западнословачки дијалекти најближи чешком језику

## Основна подела употребе словачког језика у Републици Србији (АП Војводини)
- Говорни словачки дијалект са доста архаизама и српских речи, који се користи у неформалној и приватној комуникацији.**
- Стандардизован књижевни словачки језик, (чију је стандардизацију и кодификацију у 19. веку започео Људовит Штур), који се користи у јавној комуникацији, како писаној (књиге, часописи, новине, називи улица и јавних установа, документа итд.), тако и говорној (школство, верске организације, институције, установе, телевизија, радио итд.). **

Говорни језик, односно дијалект, који се користи у неформалној комуникацији у већини насеља, где живе Словаци у Републици Србији (АП Војводини) има своје различитости и специфичности, везане за свако насеље понаособ. Заснован је на средњословачким дијалектима у већини случајева. Изузетак је насеље Пивнице (општина Бачка Паланка), где преовлађује говор заснован на западнословачким дијалектима. Због специфичности, насталих услед контакта са другим језицима из окружења (српски, румунски, мађарски итд.) и дугогодишње географске одвојености од Словачке, може се говорити и о посебним панонско/равничарскословачким поддијалектима. 
Насупрот дијалектима, као основни комуникациони језички систем у јавној комуникацији (медијима, установама, књижевности и сл.) користи се стандардизован књижевни словачки језик, чије су основе кодификоване у 19. веку.

## Примери из говорног словачког дијалекта у Републици Србији (АП Војводини)
- (/Pozdravujem ća,Zdravim ća, Nazdar,Ćao!/) — Здраво,Ћао!
- (/Vitame Vas,Vitajće!/) -Добродошли!
- (/Ako si? Ako sa maš?/) — Како си?
- (/Čo robiš?/) — Шта радиш?
- (/Ako sa volaš?/) — Како се зовеш?
- (/Skeđe si? Ja som z.../) — Одакле си? Ја сам из..
- (/Milo mi je!/) — Драго ми је!
- (/Dobrvo rano!/) — Добро јутро!
- (/Dobri đem!/) — Добар дан!
- (/Dobri večer!/) — Добро вече!
- (/Dobru noc!/) — Лаку ноћ!
- (/Šćasljivo,Šćastnuo!/) — Срећно!
- (/Hibeš mi!/) –Фалиш ми!
- (/Priatnuo,Dobru huć!/) — Пријатно!
- (/Na zdravje! /) — Живели!
- (/Na zdravje!/) — На здравље!
- (/Možnuo/) — Можда
- (/Ano/) — Да!
- (/Njie/) — Не!
- (/Vijem/) — Знам
- (/Nje vijem/) — Не знам
- (/Prepač/Izvinj/) — Извини!
- (/Prosim vas/) — Молим вас!
- (/Rozumijem/) –Разумем!
- (/Nje rozumijem/) –Не разумем!
- (/Zovaraće po slovenski?/) — Говорите ли словачки?
- (/No,troha/) — Да,мало
- (/Nji, nje zovaram/) — Не, не говорим
- (/Zovarajće pomalji prosim vas/) –Говорите спорије молим вас
- (/Ako sa povje/ vravi?../) — Како се каже?..
- (/Đakujem!,Hvala!/) — Хвала!
- (/Đakujem velmo peknje!,Đakujem velmi pekne!/) –Хвала веома лепо!
- (/Đakujem peknje!,Đakujem krasnje!/) –Хвала лепо!
- (/Njemaš začo!,Njemaš na čom!/) — Нема на чему!
- (/Kcem ća!,Milujem ća!,Ljubim ća!/) — Волим те!
- (/Gđe je zahod/wc?/) — Где је вц?
- (/Hođijevaš semka často/) — Долазиш овамо често?
- (/Kelko to koštuje/) — Колико то кошта?
- (/Vinđi voka,Zinđi nuka/) — Изађи напоље/Уђи унутра
- (/Hojće,Priđiće/) — Идите/Дођите
- (/Hitro ozdrav!/)- Брзо оздрави!
- (/Nahaj ma/)- Остави ме!
- (/Nak sa pači!/)- Изволи!
- (/Pusćiće ma!/Pusćće ma!) — Пустите ме!
- (/Odpusćiće mi! /) –Опростите ми!
- (/Šćasljivi Novi Rok!/) — Срећна Нова Година!
- (/Šćasljivje Vjanoce!/) — Срећан Божић!
- (/Veseli Šćedri Večer a Šćasljivje Vjanoce!/) — Весело Бадње Вече(Бадњак) и Срећан Божић!
- (/Šćastljiva a Vesela Velka Noc/) — Срећан и Весео Ускрс!
- (/Šćasljive narođenjini,Šćasljivije narođenjini,Šćasljivi rođendam) -Срећан рођендан!
- (/Šćasljivije prazdnjini,svijatki/) — Срећни празници!
- (Čestitam/!/) — Честитам!
- (/S poštuvanjijem,Moje poštuvanjije/) — С поштовањем ,Моје поштовање
- (/Jeden,Edom jazik njigda njije dovuoljnji/dosć/) — Један језик никада није довољан/доста

## Српске речи које се користе у говорном словачком дијалекту у Републици Србији (АП Војводини)
- (/Molba/) — Молба
- (/Kazna/) — Казна
- (/Opomena/) — Опомена
- (/Prekršaj/) — Прекршај
- (/Rok/) — Рок
- (/Uhovor/Ugovor/) — Уговор
- (/Beozbraznji/) — Безобразни
- (/Primerok/) — Примерак
- (/Žalba/) — Жалба
- (/Rešenje/) — Решење
- (/Porez/) — Порез
- (/Odbor/) — Одбор
- (/Savet/) — Савет
- (/Zadruga/) — Задруга
- (/Skupština/) — Скупштина
- (/Uprava/) — Управа
- (/Mesna Zajednjica/) — Месна заједница
- (/Blagajna/) — Благајна
- (/Vrhovni Sud/) — Врховни Суд
- (/Nadimak/) — Надимак
- (/Deonica/) — Деоница
- (/Divota/) — Дивота
- (/Delokrug/) — Делокруг
- (/Tišina/) — Тишина
- (/Snjimati/) — Снимати
- (/Niko/) — Нико
- (/Nemoj/) — Немој
- (/Ništa/) — Ништа
- (/Nimalo/) — Нимало
- (/Njedoumica/) — Недоумица
- (/Njeisporazum/) — Неспоразум
- (/Ambulanta/) — Амбулатна
- (/Pregled/-Преглед
- (/Pritisak/) — Притисак
- (/Bolnjica/) — Болница
- (/Patike/) — Патике
- (/Gornjak/)Горњак
- (/Zajam/) — Зајам
- (/Štédnja/) — Штедња
- (/Plantáža/) — Плантажа
- (/Ambaláža/) — Амбалажа
- (/Pláža/) — Плажа
- (/Masáža/) — Масажа
- (/Garáža/) — Гаража
- (/Vrednji/) — Вредни
- (/Hitnji/) — Хитни
- (/Otkas/z/) — Отказ
- (/Nalog/) — Налог
- (/Burek/) — Бурек
- -{Burázer}–(/Burazer/) — Буразер
- -{Bárut}–(/Barut/) — Барут
- (/Bakšiš/) — Бакшиш
- (/Arpadžik/) — Арпаџик/лук за сејање
- (/Pekmes/z/) — Пекмез
- (/Ćošak/) — Ћошак
- (/Panćić/) — Памтити
- (/Pedala/) — Педала
- (/Vojska/) — Војска
- (/Džezva/) — Џезва
- (/Šagrt/) — Шегрт
- (/Šerbet/) — Шербет
- (/Ratluk/) — Ратлук
- (/Kuvarica/) — Куварица
- (/Ćuskija/) — Ћускија